# Tiempo de vals
Tiempo de vals è il quinto album in studio del cantante portoricano Chayanne, pubblicato nel 1990.

## Tracce
1. Completamente enamorados
2. Daría cualquier cosa
3. Simon sez
4. Soleil, soleil
5. Tiempo de vals
6. Dónde vas
7. La fuerza de amar
8. Sueño perdido
9. No pensar en ti